# Waihīlau Falls
Die Waihīlau Falls auf der Insel Hawaii sind mit 792 m der dritthöchste Wasserfall in den Vereinigten Staaten. Der hawaiische Name bedeutet „viele rieselnde Wasser“. Er besteht aus meist drei nebeneinander verlaufenden Fällen an einer steilen Klippe. Die Anzahl hängt von der Niederschlagsmenge ab. Die Waihīlau Falls befinden sich im schwer zugänglichen Waimanu-Tal an den Flanken des erloschenen Vulkans Kohala in der Nordspitze der Insel.